# Kékkovács Mara
Kékkovács Mara  (Békés, 1974. június 18. –) magyar színésznő.

## Életút
1974-ben született Békés városában Kovács Mária néven. Későbbi művésznevét Kerényi Miklós Gábor javaslatára vette fel.
A Sebes György Szakközépiskolában közgazdasági vonalon tanult tovább. Előbb a bölcsészettudományi karra felvételizett, majd sikertelensége miatt a Théba Színiakadémiára adta be jelentkezését, ahova felvételt is nyert. Egy év után a Nemzeti Színház Stúdiójába került, ahol három esztendőt töltött. 
2001-ben végzett a Színház- és Filmművészeti Egyetemen, Szirtes Tamás osztályában operett-musical szakon. 2001-től a Budapesti Operettszínház tagja. Tagja a színház művésznőiből alakult Operett Angyalai formációnak.

### Családja
Férje Kozák Dénes, akinek édesapja Kozák András, édesanyja Drahota Andrea színművészek. 2006-ban született meg kislányuk, Jázmin.

## Színházi szerepei
- Ábrahám Pál - Földes Imre - Harmath Imre: Viktória – Lia San
- Ábrahám Pál: Bál a Savoyban – Madeleine
- Boris Vian: Tajtékos dalok – Michelle
- Tolcsvay László - Tamási Áron: Ördögölő Józsiás – Idillótündér
- Comden-Green-Freed-Brown: Ének az esőben – Lina Lamont
- Bob Fosse - Fred Ebb - John Harold Kander: Chicago – Annie
- Leonard Bernstein: West Side Story – Maria
- Kálmán Imre - Julius Brammer - Alfred Grünwald: A bajadér – Simone
- Kálmán Imre - Julius Brammer - Alfred Grünwald: A cirkuszhercegnő – Miss Mabel
- Kálmán Imre: Csárdáskirálynő – Stázi
- Kálmán Imre: Marica grófnő – Liza
- Lehár Ferenc: Luxemburg grófja – Juliette
- Lehár Ferenc: A víg özvegy – Olga
- Lehár Ferenc: Cigányszerelem – Jolán
- Szilágyi László - Eisemann Mihály: Én és a kisöcsém – Piri
- Michael Kunze - Lévay Sylvester: Mozart! – Nannerl
- Jávori Ferenc Fegya - Miklós Tibor: Menyasszonytánc – Rózsi
- Alan Menken: A Szépség és a Szörnyeteg – Belle / Babette, a portörlő
- Kacsóh Pongrác - Bakonyi Károly - Heltai Jenő: János vitéz – Iluska
- David Rogers - Charles Strouse: Virágot Algernonnak – Anya
- Kocsák Tibor - Somogyi Szilárd - Miklós Tibor: Abigél – Bánki Anna; Horn Mici
- Oscar Hammerstein - Richard Rodgers - Russel Crouse - Howard Lindsay: A muzsika hangja – Maria Reiner
- Michael Kunze - Lévay Sylvester: Marie Antoinette – Madame Lamballe
- Zerkovitz Béla - Kellér Dezső - Molnár Ferenc: A doktor úr – Lenke
- Ernst Welisch - Rudolf Schanzer - Leo Fall: Madame Pompadour – Madeleine
- Stein - Bock - Harnick: Hegedűs a háztetőn – Fruma Sára